# Oncodamus bidens
Oncodamus bidens är en spindelart som först beskrevs av Karsch 1878.  Oncodamus bidens ingår i släktet Oncodamus och familjen Nicodamidae.
Artens utbredningsområde är New South Wales. Inga underarter finns listade i Catalogue of Life.